# Cypa ferruginea
Cypa ferruginea là một loài bướm đêm thuộc họ Sphingidae. Loài này có ở Sri Lanka.
Nó giống với Cypa decolor.